# Kingston (Massachusetts)
Kingston è un comune degli Stati Uniti d'America facente parte della contea di Plymouth nello stato del Massachusetts.

## Amministrazione

### Gemellaggi
- Dunbar